# Berlin-Mitte
Berlin-Mitte [ˈmɪtə]  est le quartier qui constitue le centre-ville berlinois. Il fait partie de l'arrondissement homonyme depuis 2001. Au contraire du reste de l'arrondissement, Berlin-Mitte faisait partie de Berlin-Est lors de la partition de la ville.

## Toponymie
Mitte signifie en allemand : « mitan », « milieu » et dans ce cas-ci « centre-ville ». Il correspond souvent, comme à Berlin, au cœur historique de la cité.

## Description

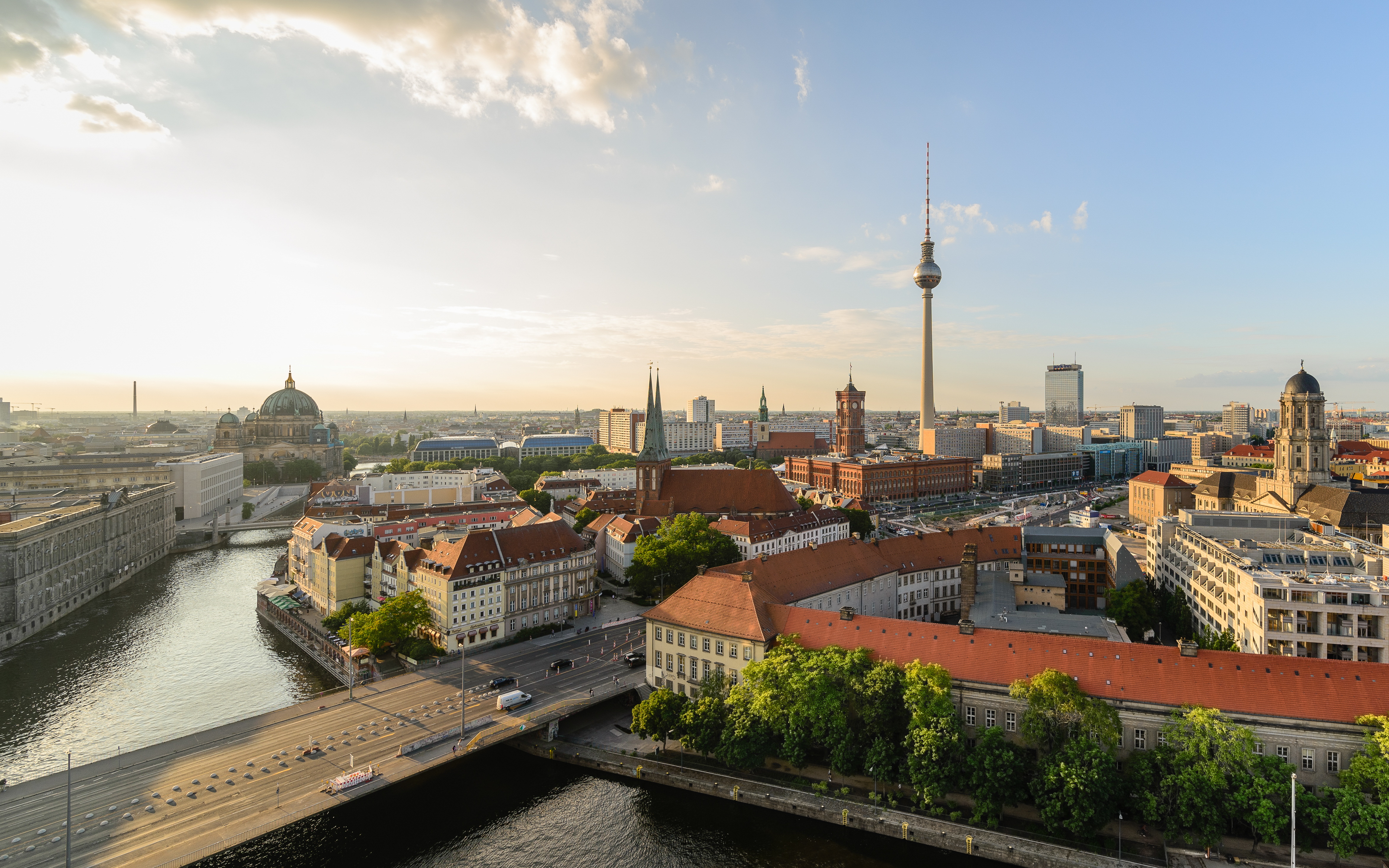
Berlin-Mitte depuis Fischerinsel. Juin 2023.

Le quartier de Berlin-Mitte, constituait un ancien district qui, lors de la séparation de la ville, était situé à Berlin-Est (placé sous occupation soviétique), alors que les deux autres districts avec lesquels il a fusionné en 2001, Tiergarten et Wedding, étaient situés dans le secteur ouest et placés respectivement sous occupation britannique et française. Le plus célèbre des postes frontières berlinois qui, pendant la guerre froide, permettait aux étrangers de franchir le mur de Berlin, le Checkpoint Charlie, se trouvait sur la Friedrichstraße au sud du quartier et communiquait avec le district de Kreuzberg situé en secteur américain.
Mitte porta longtemps les marques architecturales de l'époque communiste (notamment la Alexanderplatz et la tour de télévision de Berlin) dont quelques-unes ont aujourd'hui disparu (palais de la République), tout en accueillant l'avenue historique Unter den Linden, débouchant sur la porte de Brandebourg (« Brandenburger Tor »), et la Chancellerie fédérale, ainsi que la fameuse place du Gendarmenmarkt.
Il est aussi réputé pour l'Île aux Musées (Museumsinsel), partie nord de la Spreeinsel (« Île de la Sprée »), qui regroupe la plupart des grands musées de Berlin : 
- le musée de Bode ;
- le musée de Pergame ;
- la cathédrale de Berlin.

C'est ici que se trouvent des rues commerçantes, de bureaux, ou d'administrations comme la Friedrichstraße, la Wilhelmstraße, ou la Dorotheenstraße.
On y trouvait le plus célèbre squat d'artistes de Berlin, le Tacheles (fermé depuis septembre 2012), une sorte de ruine sur cinq étages, restaurée par endroits, couverte de tags à d'autres et désormais vidé de ses occupants. Cet ancien grand magasin des années 1920 est entouré d'un immense terrain vague devenu un jardin de sculptures. Le Tacheles était visité chaque été par de nombreux touristes qui découvraient sa trentaine d'ateliers avant d'acheter des produits « artistiques ».

### Localités
Le quartier de Mitte est subdivisé en 13 localités (Ortslage) ou quartiers historiques (ehemaliger Stadtteil) :
1. Altkölln (Spreeinsel) (avec Museumsinsel [1a], Fischerinsel [1b])
2. Alt-Berlin (avec Nikolaiviertel [2a])
3. Friedrichswerder
4. Neukölln am Wasser
5. Dorotheenstadt
6. Friedrichstadt
7. Luisenstadt
8. Stralauer Vorstadt (avec Königsstadt)
9. Alexanderplatz
10. Spandauer Vorstadt (avec Scheunenviertel [10a])

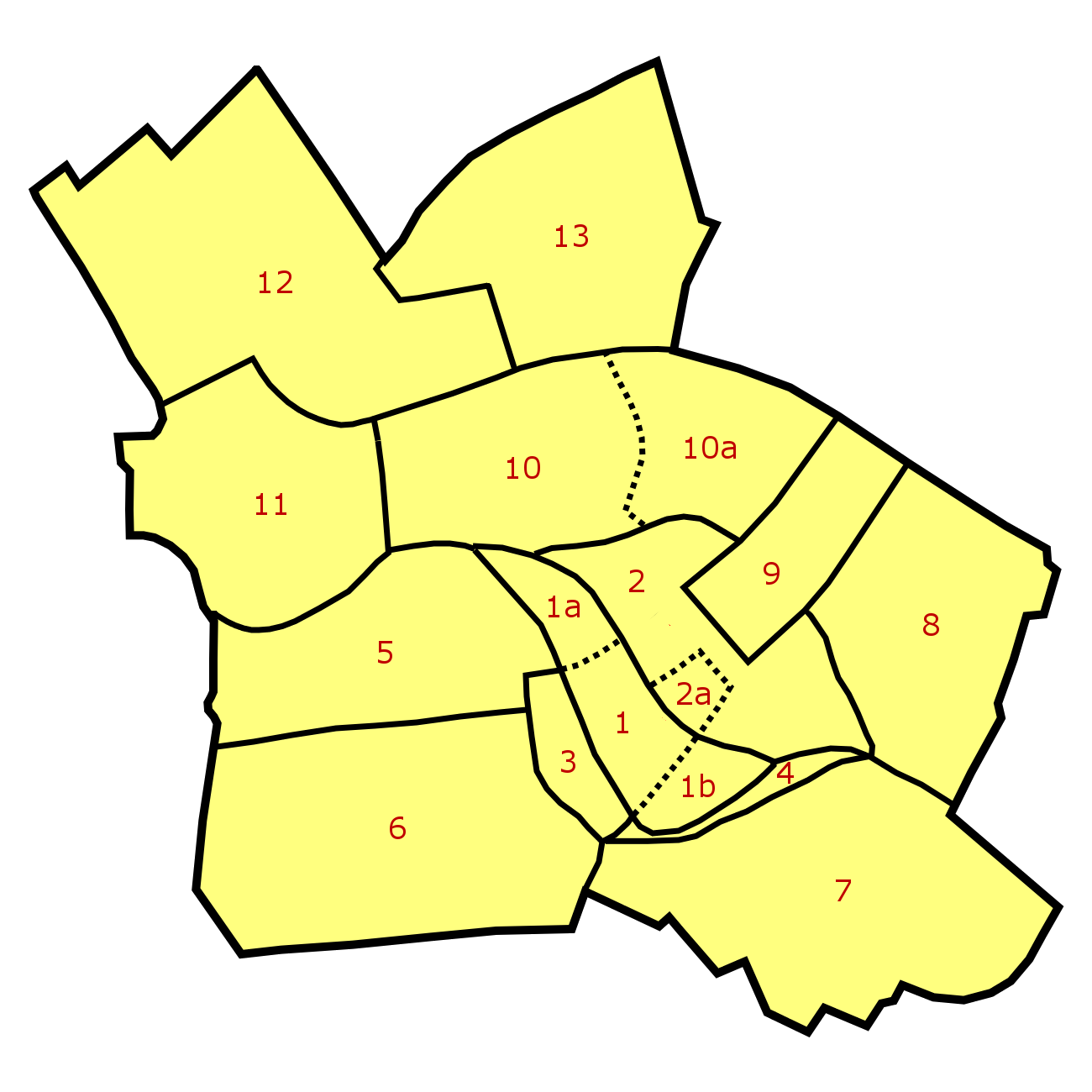
Les 13 localités du quartier Berlin-Mitte.

11. Friedrich-Wilhelm-Stadt
12. Oranienburger Vorstadt
13. Rosenthaler Vorstadt

## Population
Le quartier comptait 95 193 habitants le 1er janvier 2017 selon le registre des déclarations domiciliaires, c'est-à-dire 8 905 hab./km2.

## Transports

### Stations de métro
:
Rosa-Luxemburg-Platz
Alexanderplatz
Klosterstraße
Märkisches Museum
Spittelmarkt
Hausvogteiplatz
Stadtmitte
Mohrenstraße
Potsdamer Platz
 :
Brandenburger Tor
Unter den Linden
Museumsinsel
Rotes Rathaus
Alexanderplatz
Schillingstraße
 :
Schwartzkopffstraße
Naturkundemuseum
Oranienburger Tor
Friedrichstraße
Französische Straße
Stadtmitte
 :
Bernauer Straße
Rosenthaler Platz
Weinmeisterstraße
Alexanderplatz
Jannowitzbrücke
Heinrich-Heine-Straße

### Gares de S-Bahn
: 
Oranienburger Straße
Friedrichstraße
Brandenburger Tor
Potsdamer Platz
   : 
Friedrichstraße
Hackescher Markt
Alexanderplatz
Jannowitzbrücke

## Attractions touristiques

### Galerie

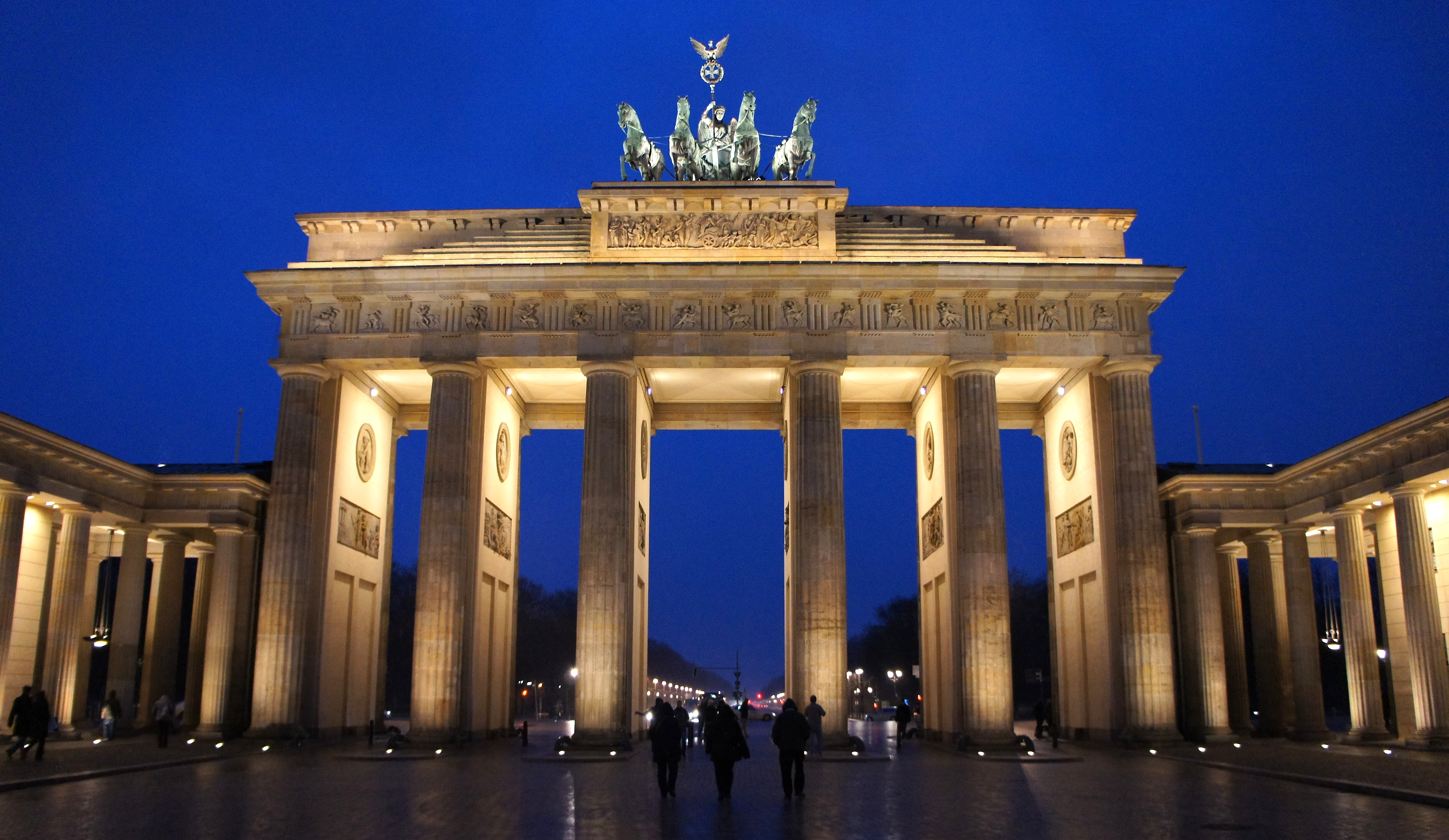
Porte de Brandebourg.
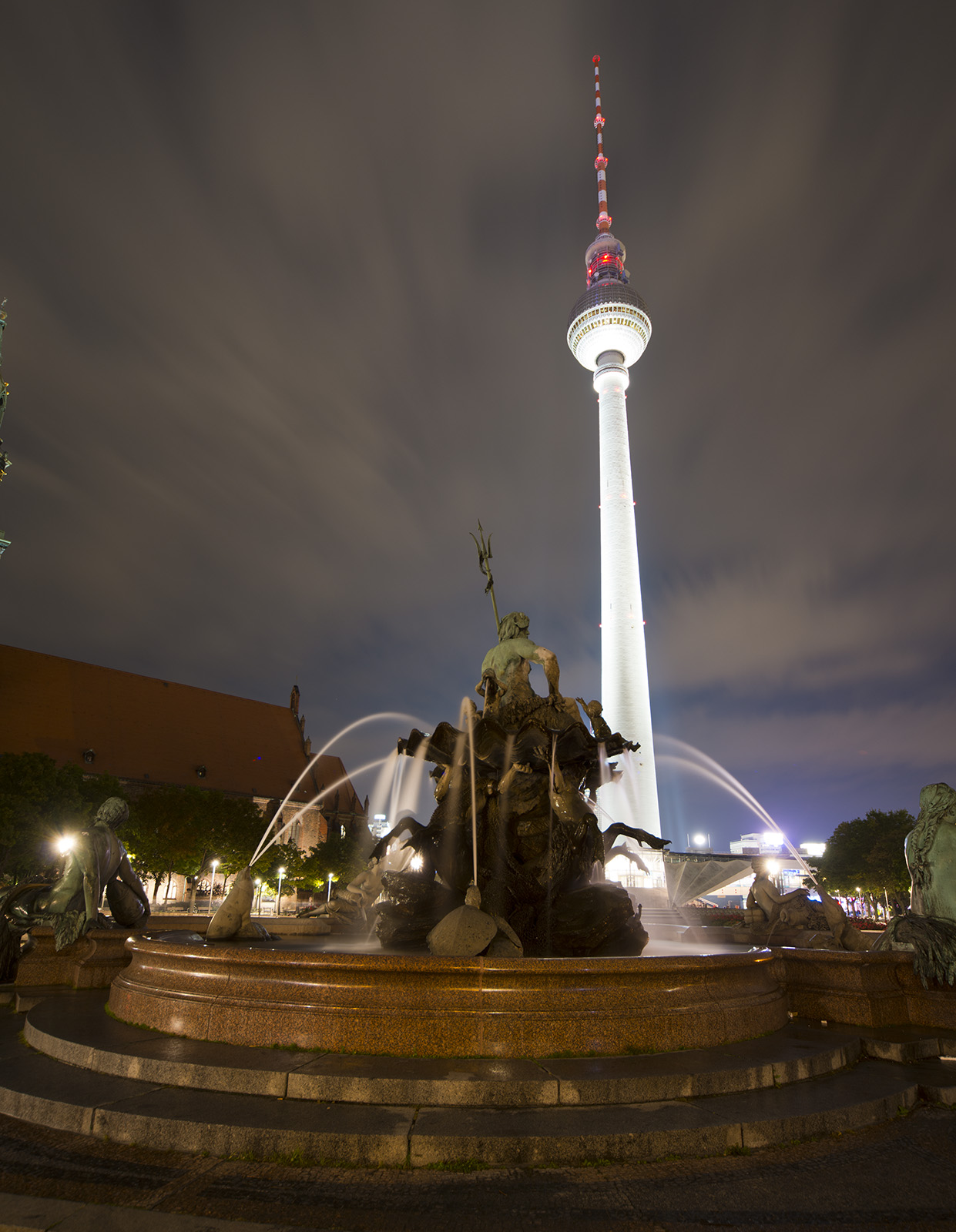
Fernsehturm.
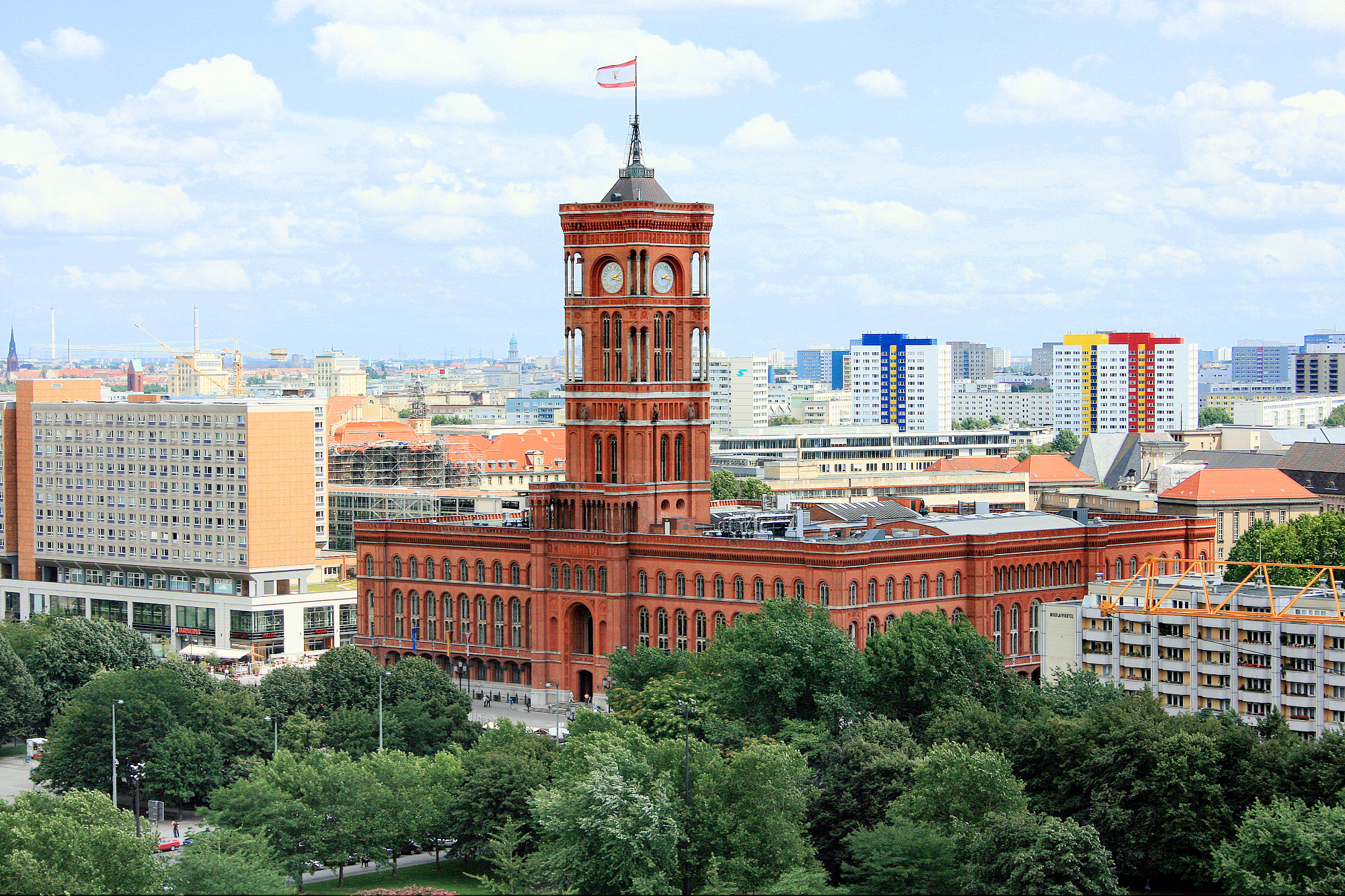
Rotes Rathaus.
Alexanderplatz.
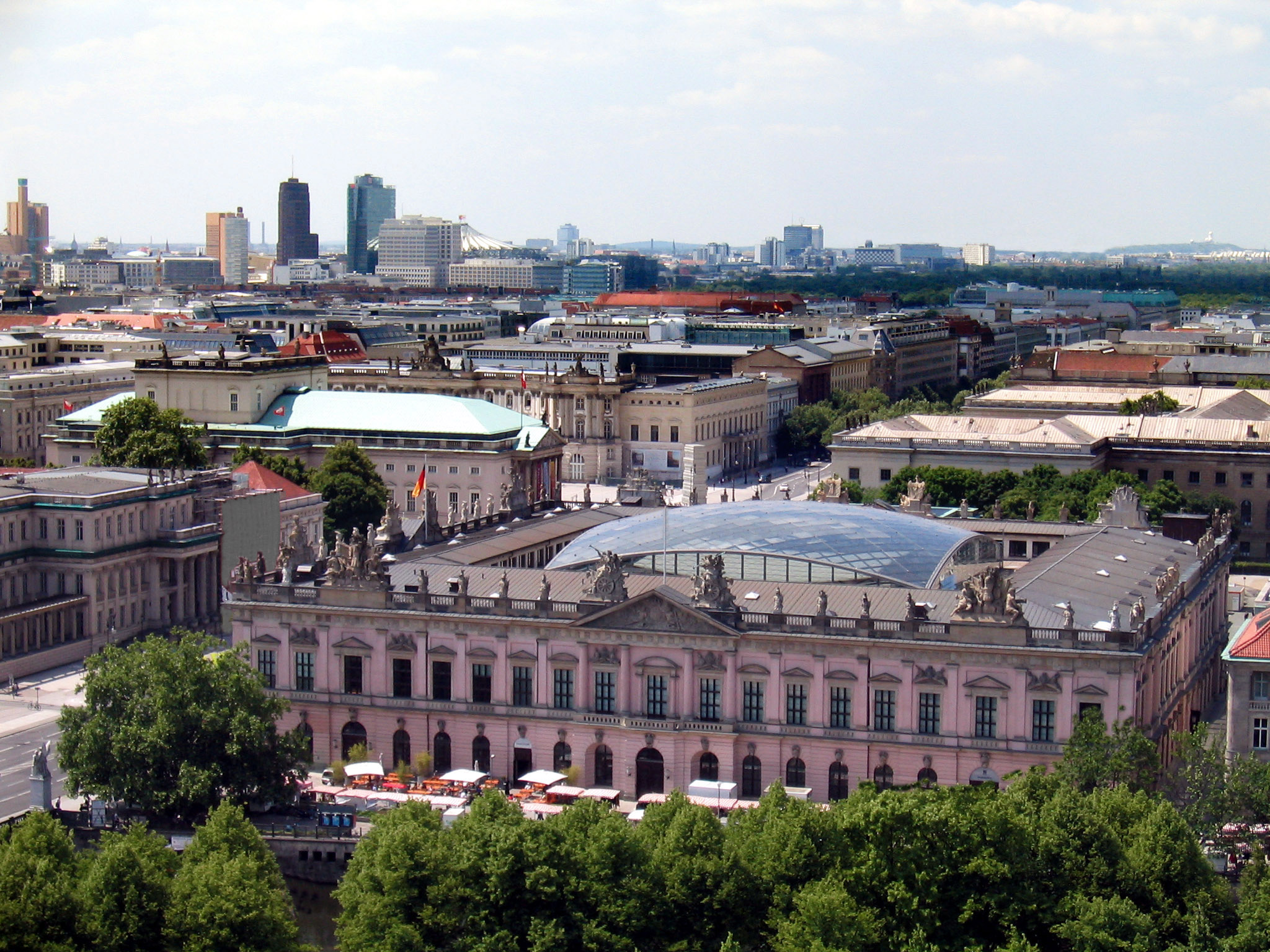
Unter den Linden.
Université Humboldt de Berlin.
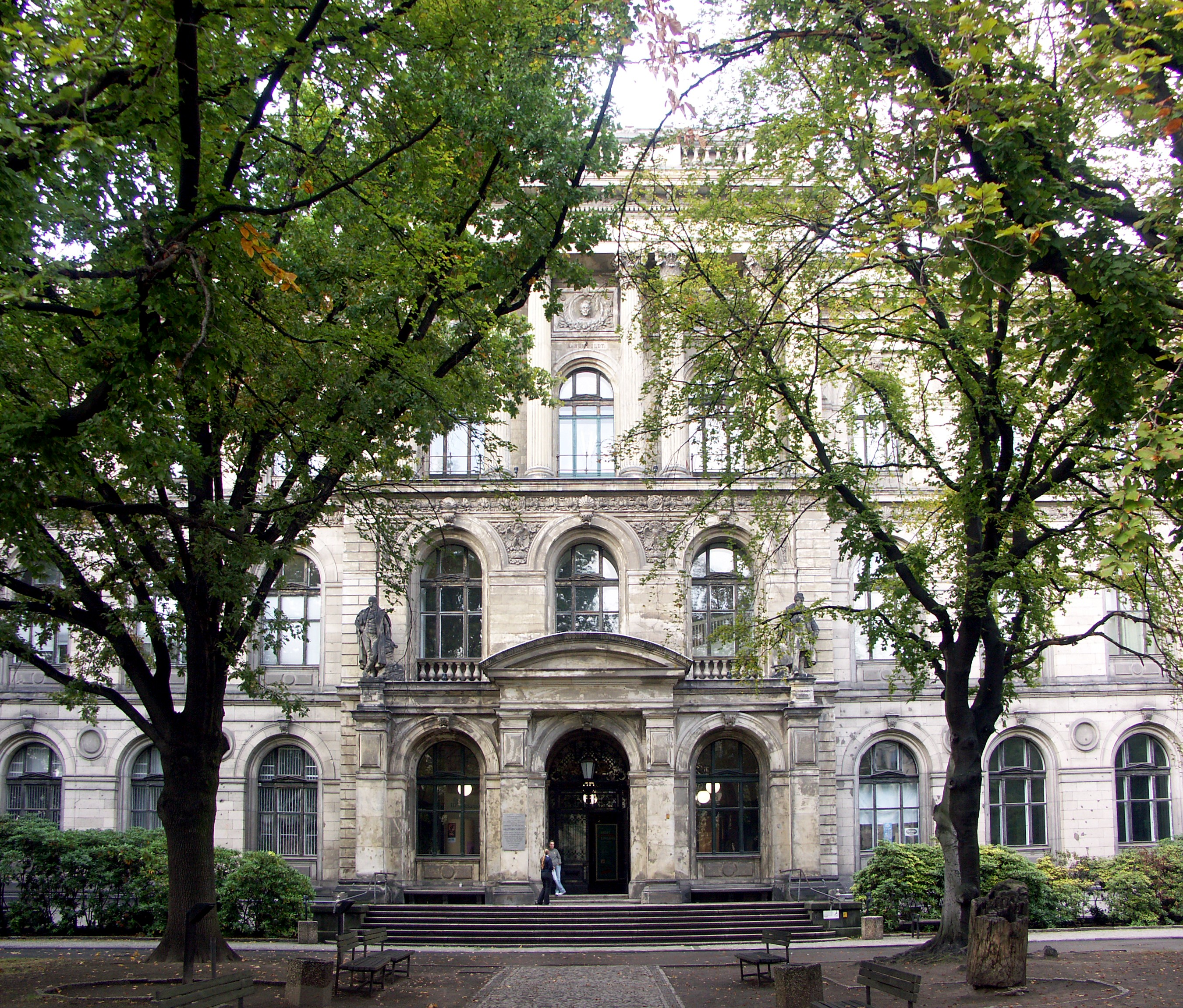
Musée d'histoire naturelle de Berlin.
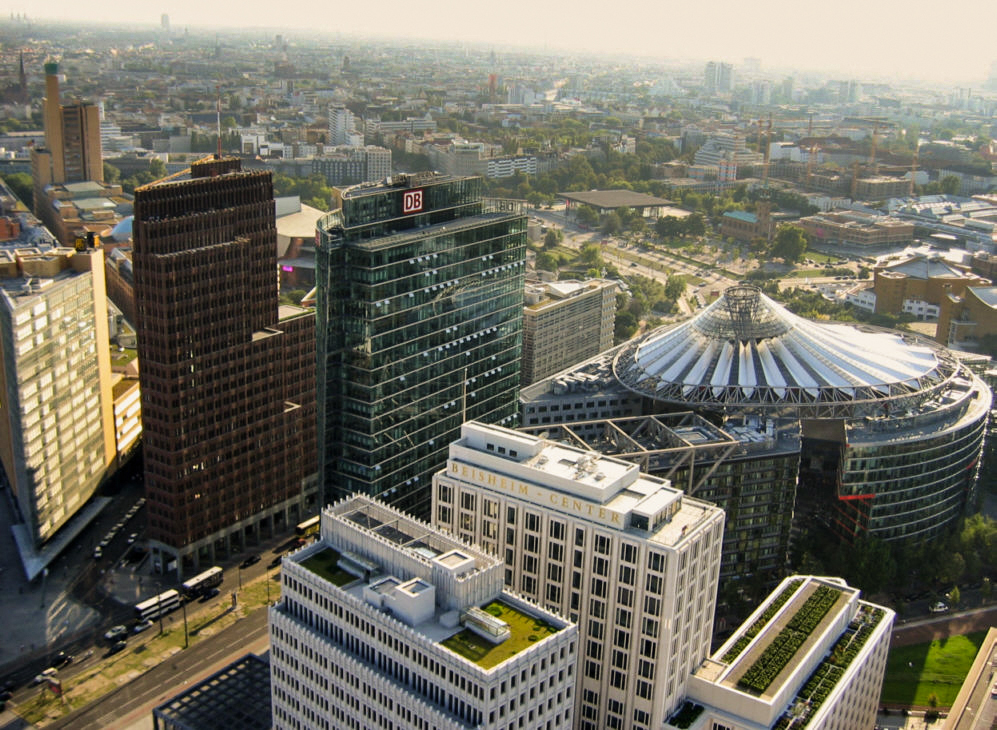
Potsdamer Platz.
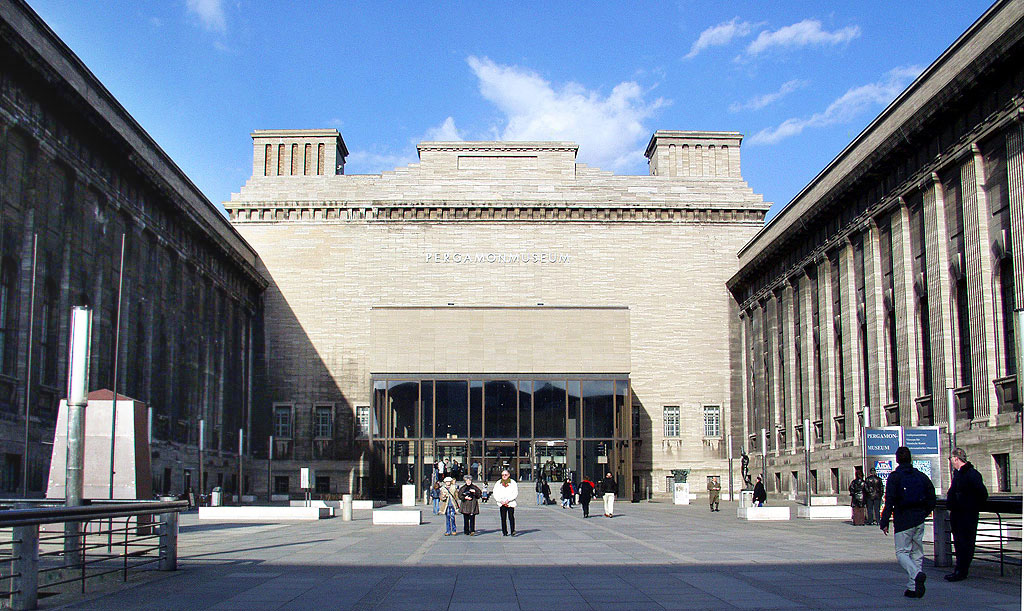
Musée de Pergame.
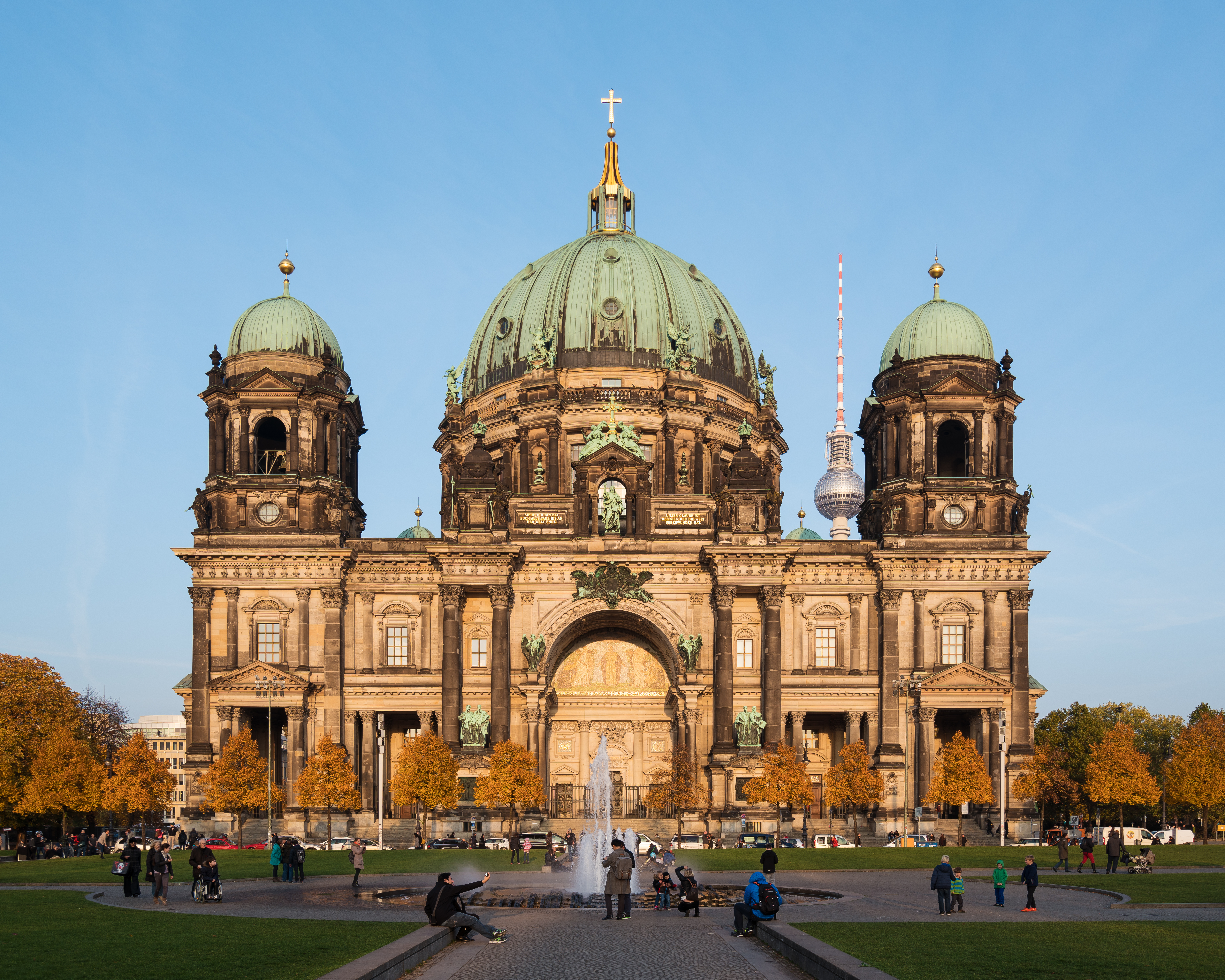
Cathédrale de Berlin.
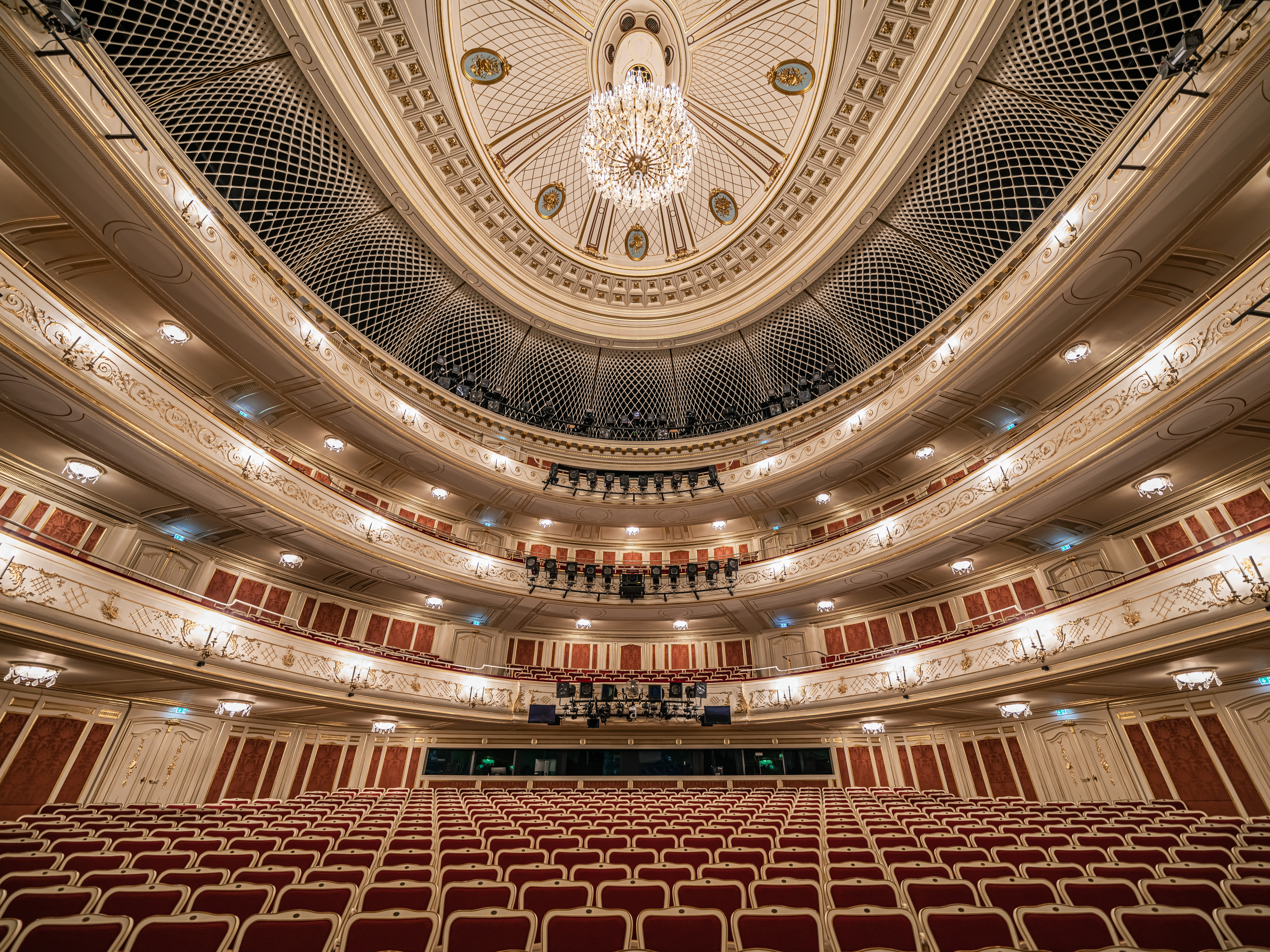
Staatsoper Unter den Linden.
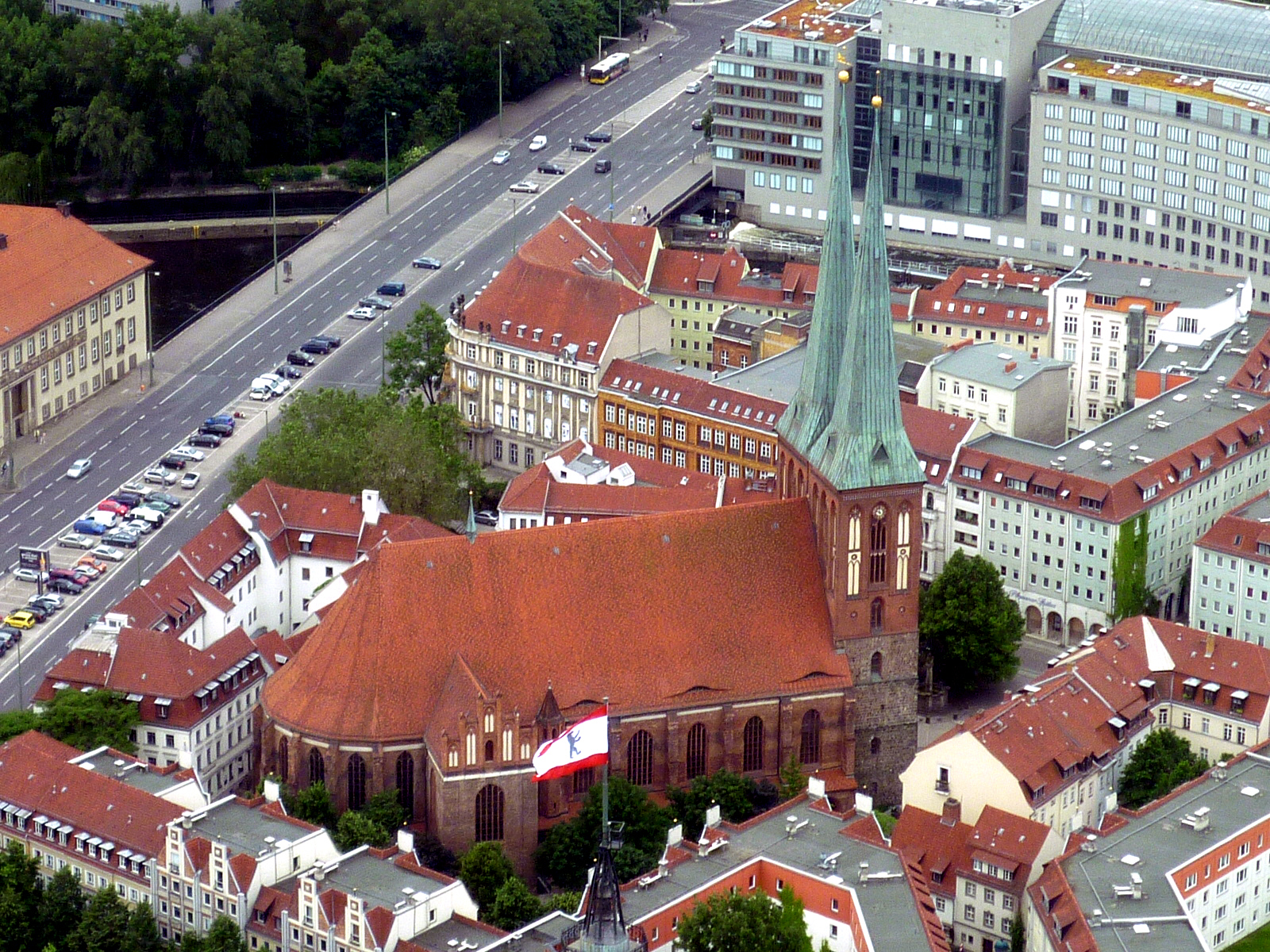
Nikolaiviertel.
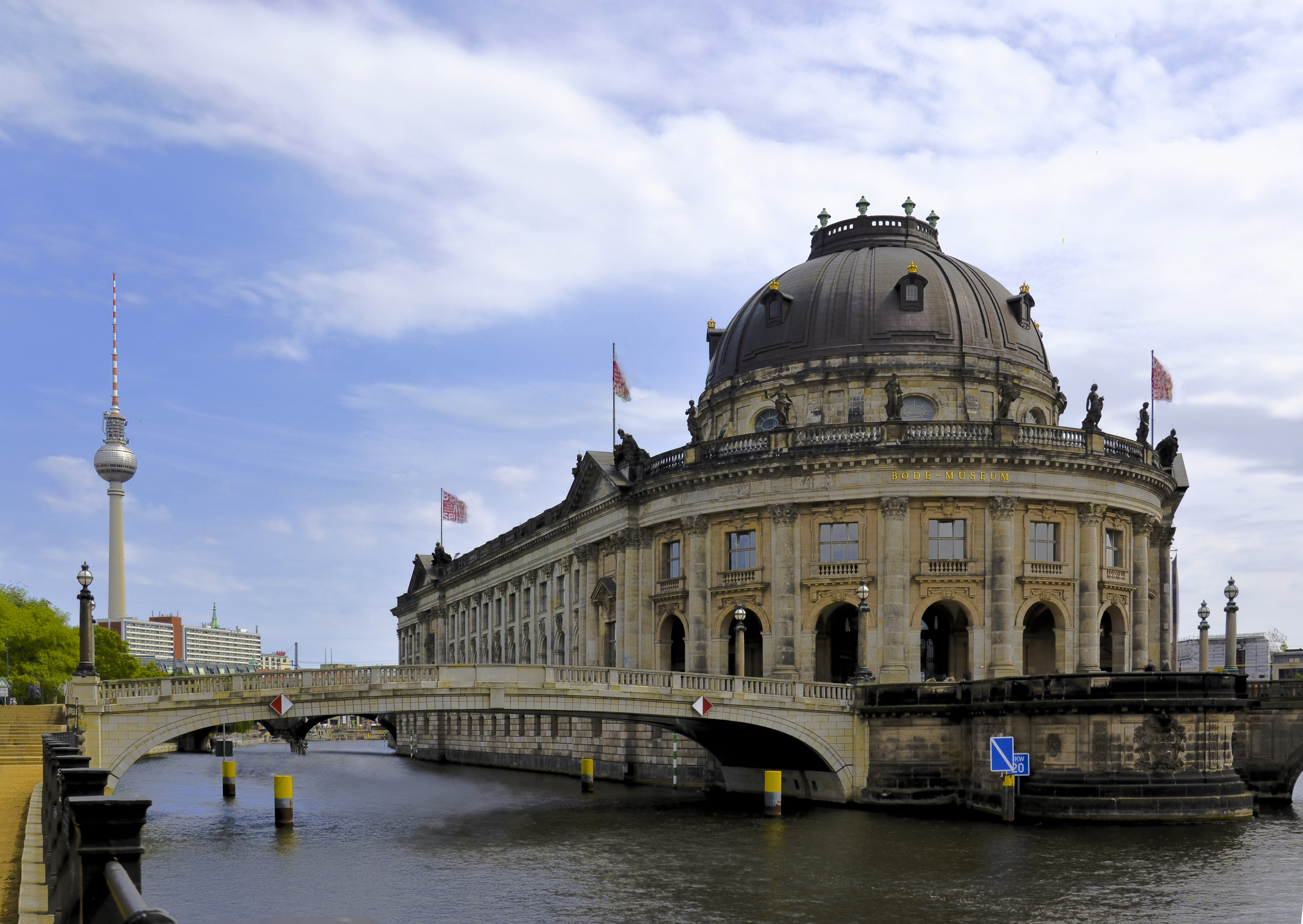
Île aux Musées.
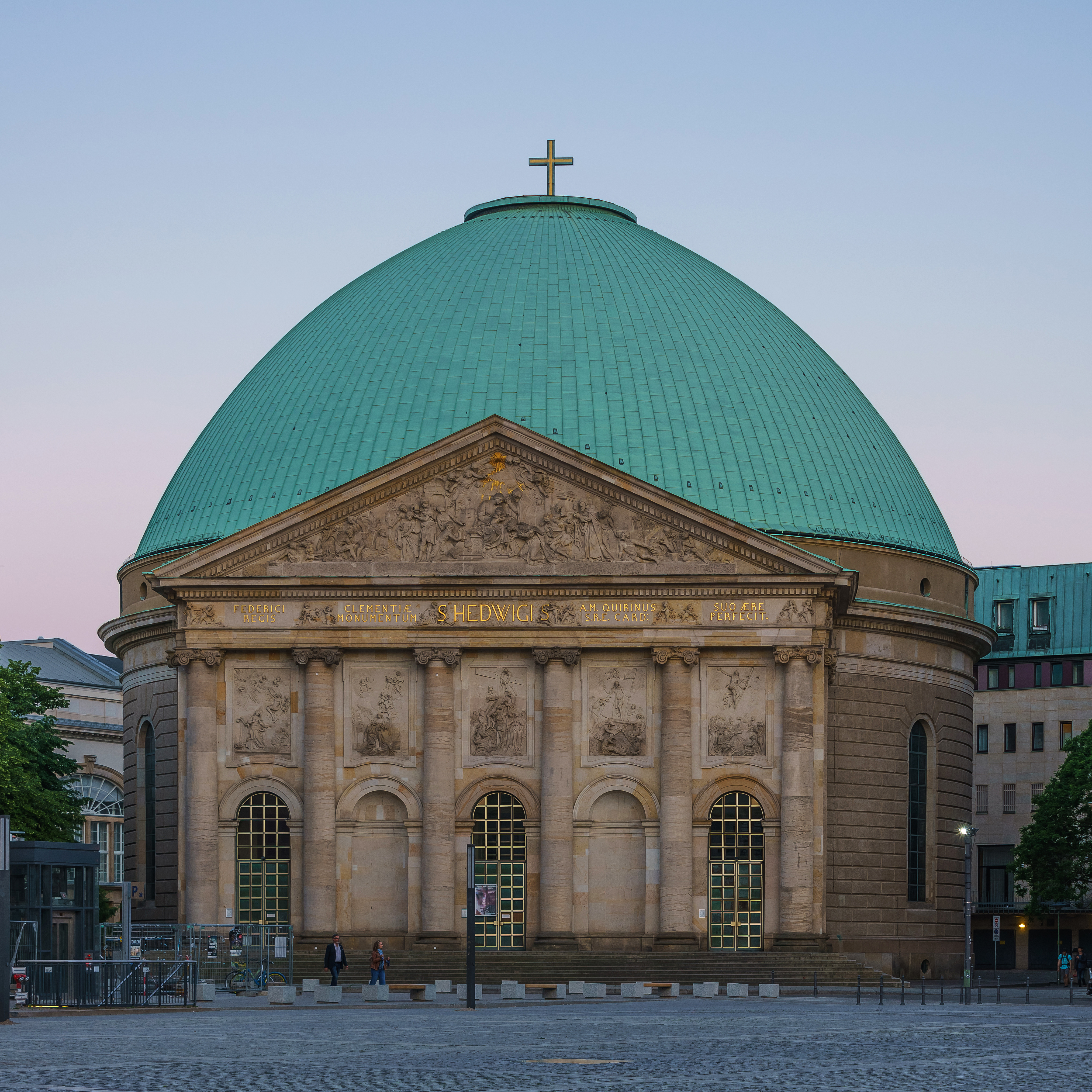
Cathédrale Sainte-Edwige.
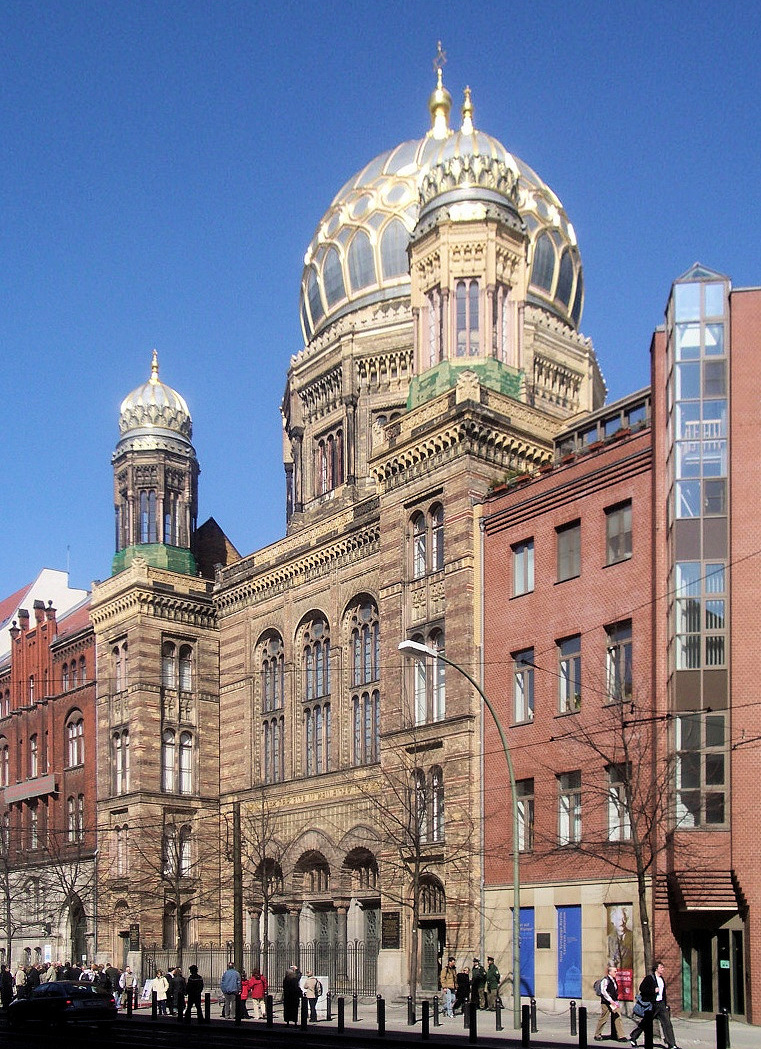
Nouvelle synagogue.
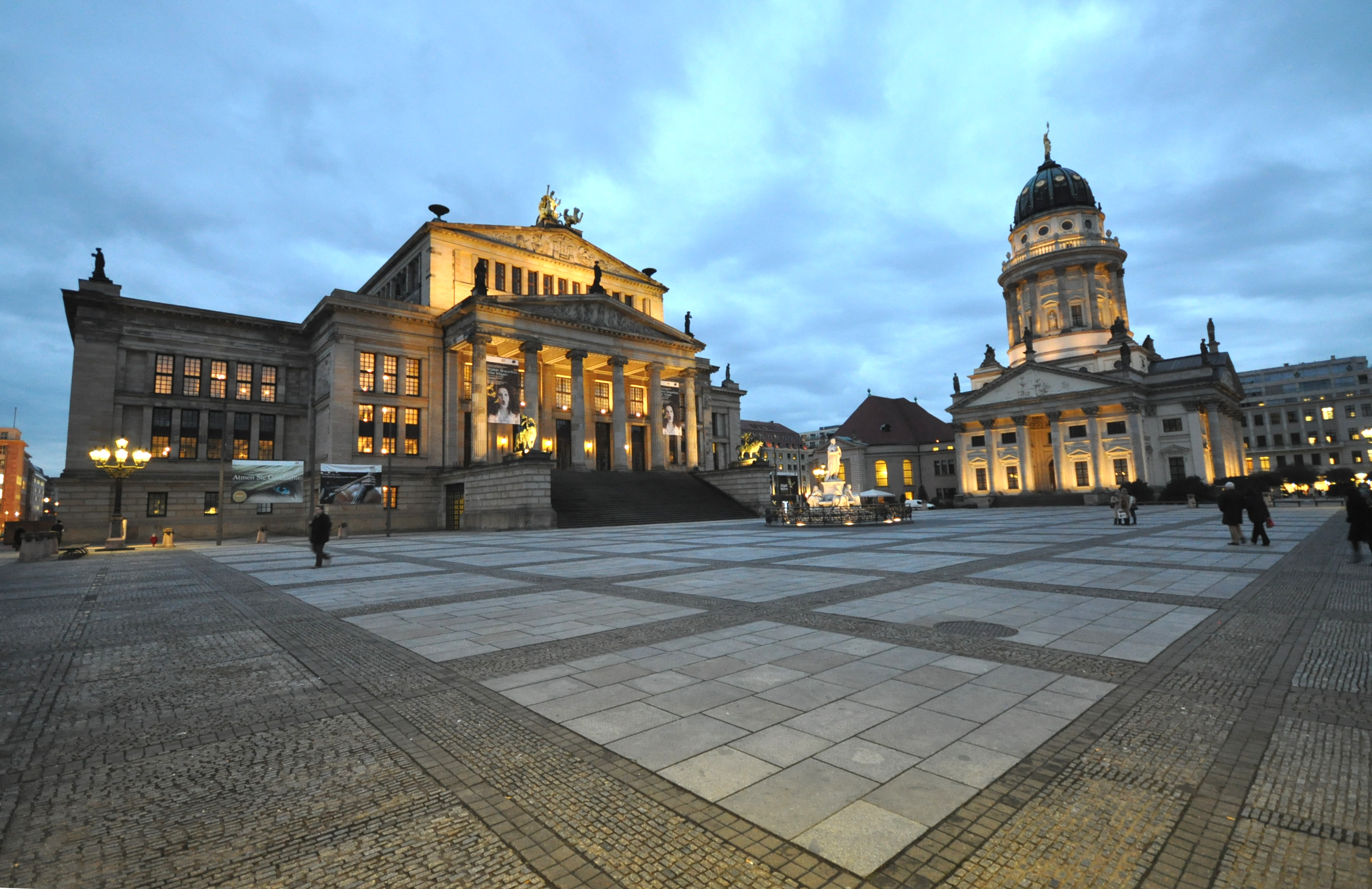
Gendarmenmarkt avec le Temple de la Friedrichstadt et la Konzerthaus.
Cathédrale allemande de Berlin.
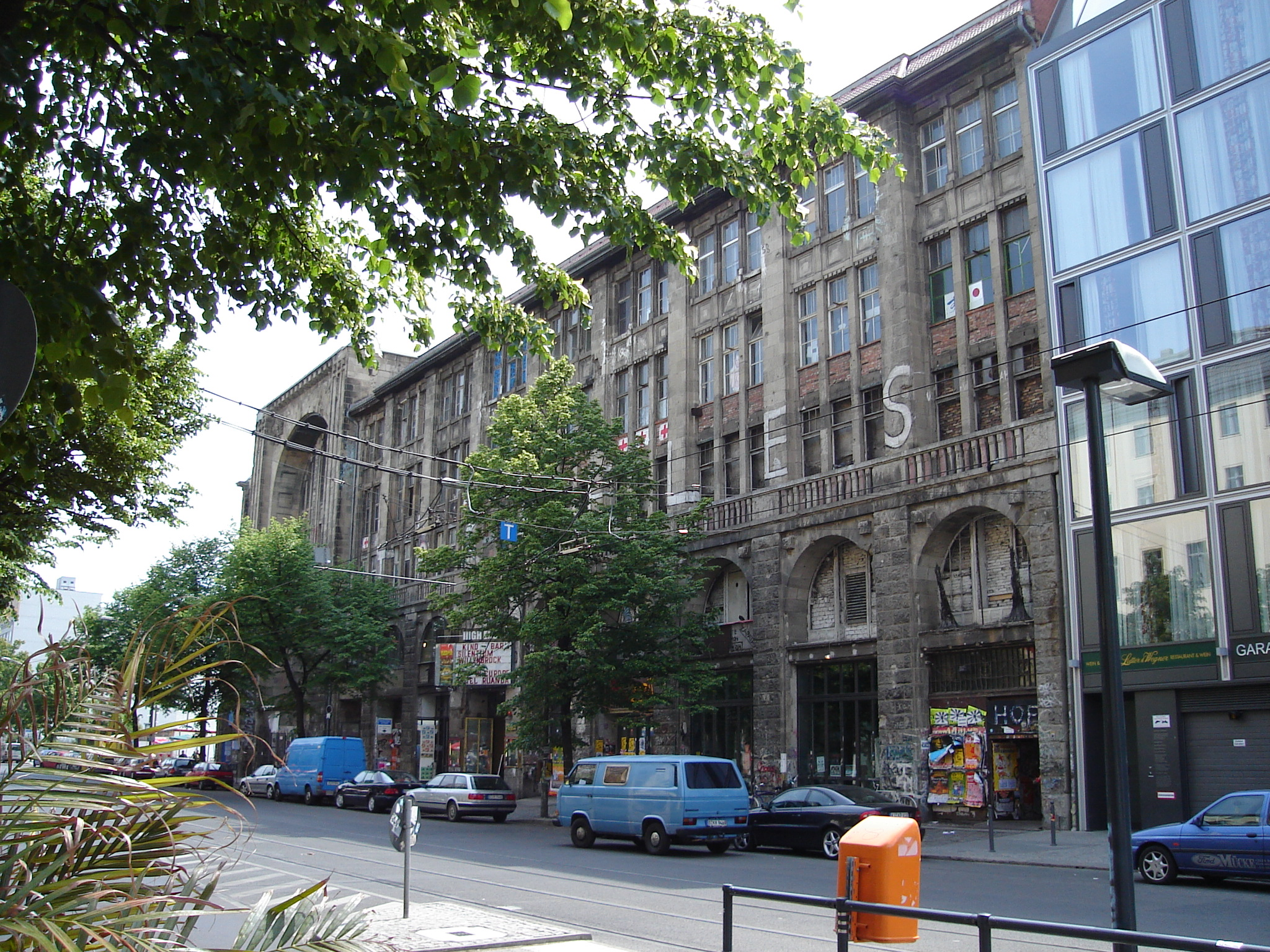
Tacheles.
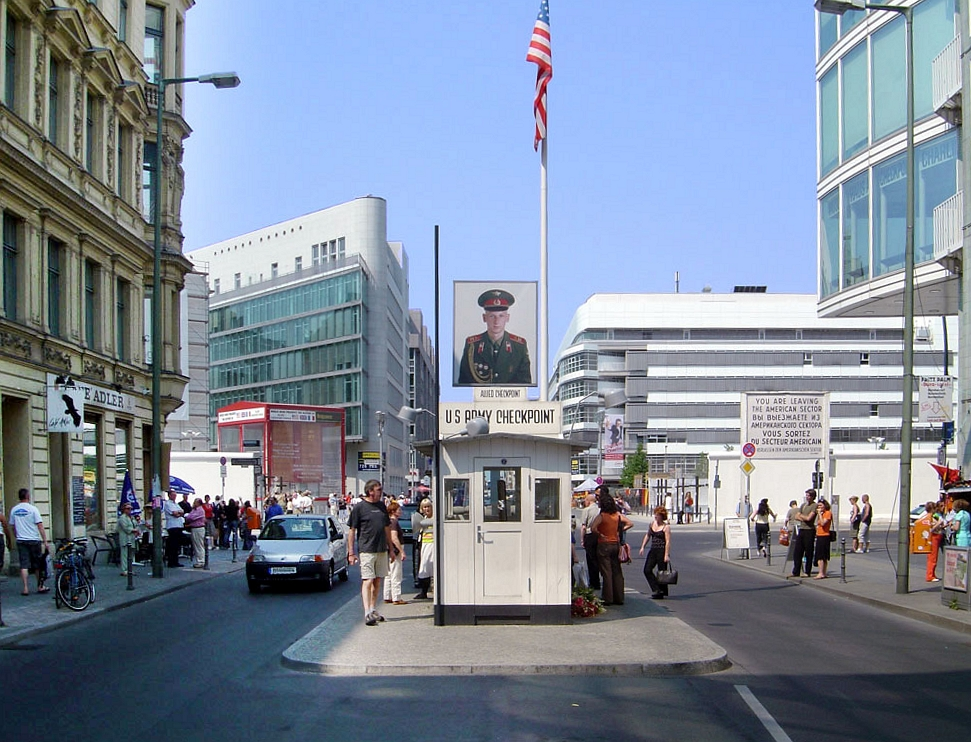
Checkpoint Charlie sur la Friedrichstraße.
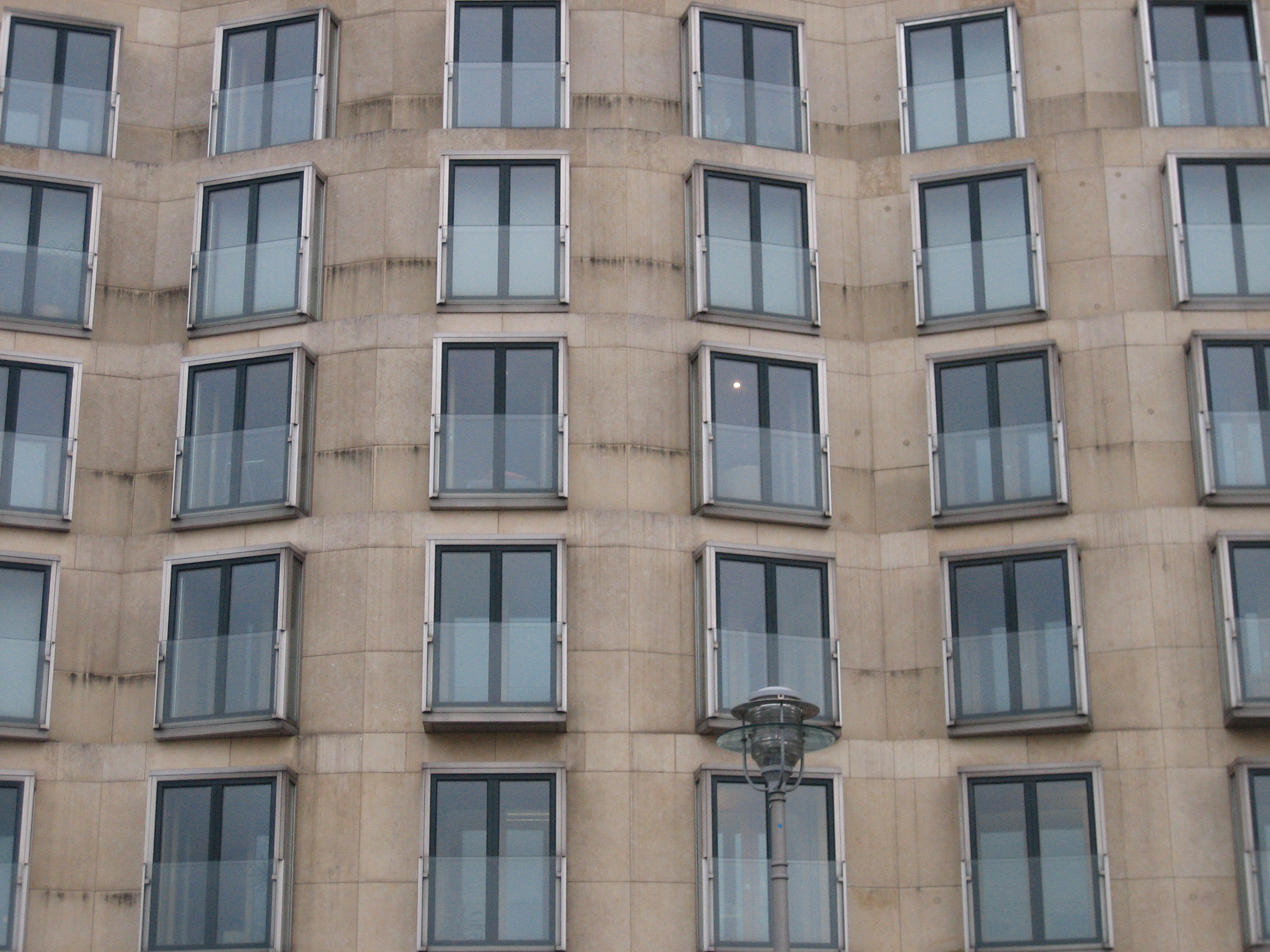
Siège social de DZ Bank sur la Behrenstraße à Mitte.

### Monuments
- Alte Nationalgalerie
- Altes Museum
- Hôtel Magnus

### Rues et places
- Rosenthaler Platz
- Oranienburger Straße
- Leipziger Platz
- Schillingstraße

### Parcs, cimetières et cours d'eau
- Cimetière de Dorotheenstadt
- Cimetière français de Berlin (division II)
- Spree

### Autres
- Stadtbad Mitte
- Friedrichstadt-Palast